# Berceuse à l'enfant
Pour les articles homonymes, voir Vergiss mein nicht.
Pour plus de détails, voir Fiche technique et Distribution.
Berceuse à l'enfant ou Ne m'oublie pas (Vergiss mein nicht) est un film musical italo-allemand d'Augusto Genina sorti en 1935.
Une seconde version en anglais intitulée Forget Me Not, réalisée par Zoltan Korda et coproduite par la London Film Productions, avec Beniamino Gigli et une distribution anglaise, est sortie l'année suivante. 

## Synopsis
Sur un paquebot de luxe, une jeune fille tombe amoureuse d'un chanteur d'opéra italien d'âge moyen...

## Fiche technique
- Titre original : Vergiss mein nicht ; Non ti scordar di me (titre italien)
- Titre français : Berceuse à l'enfant ;  Ne m'oublie pas, Le Chant du souvenir, L'Empreinte du premier baiser (titres alternatifs)[1]
- Réalisation : Augusto Genina
- Scénario : Ernst Marischka
- Direction artistique : Fritz Maurischat et Karl Weber
- Costumes : Ida Hilgert et Fritz Pietsch
- Photographie : Herbert Körner et Bruno Timm
- Son : Hans Ruetten
- Montage : Carl Otto Bartning
- Musique : Alois Melichar et Ernesto de Curtis
- Production : Alberto Giacalone
- Société de production : Itala Film
- Sociétés de distribution : Neue Deutsch Lichtspiel-Syndikat Verleih (Allemagne), Gray-Film (France)
- Pays d'origine :  Reich allemand /  Italie
- Langue : allemand
- Format : Noir et blanc - 35 mm - 1,37:1 - son mono
- Genre : Drame musical
- Durée : 102 minutes
- Dates de sortie : 
  - Troisième Reich : 24 octobre 1935
  - France : 6 mars 1936 (Paris)

## Distribution
- Beniamino Gigli : Enzo Curti
- Peter Bosse : Benvenuto Curti
- Kurt Vespermann : Ernst Mülmann
- F. W. Schröder-Schrom : Geheimrat von Berneck
- Magda Schneider : Liselotte Heßfeld
- Siegfried Schürenberg : Hellmut von Ahrens
- Erik Ode : Peter Petermann
- Hedda Björnson : Irene Hart
- Zoya Valevskaya : Olga

## Autour du film
- Au début des années 1930, la société de production italienne Itala Film, dissoute en 1927, est relancée par le producteur Alberto Giacalone qui installe ses bureaux à Berlin, anticipant sur la future collaboration entre les régimes nazi et fasciste italien en réalisant des versions bilingues, comme le fera quelques années plus tard la Continental-Films avec la France.
- Dans le cas de Berceuse à l'enfant, deux versions ont été tournées, la seconde en anglais intitulée Forget Me Not, coproduite par la London Film Productions et réalisée par Zoltan Korda, avec Beniamino Gigli et une distribution anglaise.
- L'italien Beniamino Gigli était à l'époque l'un des ténors les plus célèbres au monde, particulièrement apprécié de  Benito Mussolini, ce qui peut expliquer sa participation à ce film. Il s'agit de sa première apparition à l'écran. Il tournera par la suite une vingtaine de films.
- La chanson du film Wiegenlied (Tausend Englein im Chor) d'après Schubert a été reprise en français par Élyane Célis sur des paroles de Jean Rodor.
- La chanson-titre du film, Non ti scordar di me, composée par Ernesto de Curtis sur un texte de Domenico Furnò (adaptation allemande de Ernst Marischka), a fait l'objet de nombreuses reprises en Italie